# Кекавус
Ансар аль Маалі Кекавус (перс. كيكاوس‎; 1021-1087) — середньовічний перський правитель з династії Зіяридів, видатний письменник, автор Кабус-Наме.

## Життєпис
Онук еміра Кабуса. Син Іскандера і доньки Аль-Марзубана, іспадбадха держави Бавандів. Народився 1021 року. З 1030 року протягом 8 років мешкав при дворі султана Махмуда Газневі у м. Газні, де оженився на доньці останнього. Потім мандрував державами Близького Сходу, набуваючи постійно нові знання.
Близько 1040 року Кекавус розкаявся у вживанні алкоголю та здійснив хадж до Мекки, звідки згодом вирушив до двору Абу-ль-Асвар Шавура I, еміра Гянджі, у складі військ якого брав участь у військових кампаніях проти Анійського царства, де дістав поранення. Також декілька разів їздив до султана Маудуді Газневі, з яким брав участь у походах до Пенджабу.
1050 року після загибелі стриєчного брата Анушіравана перебрав владу в держави Зіяридів. Кекавус був радше письменником, аніж сильним правителем і полководцем. Тому зберігав мир з сусідніми дрібними правителями, зберігав залежність від Сельджуків. Спокійно поставився до відновлення у 1054 році Каріном II держави Бавандів у горах Табаристану, чим було зменшено володіння Кекавуса. Наприкінці панування його землі охоплювали Центрально-Ельбурський хребет у Табаристані.
Помер 1087 року. Йому спадкував син Гіляншах.

## Творчість
Головною поемою Кекавуса є «Кабус-Наме», що складено перською мовою до 1084 року. В одному з випадків представлено рубаї діалектом табарі мазандеранської мови, поширеним за часів Кекавуса, також додав його перський переклад. З огляду на це припускають, що оригінальна версія книги спочатку була складено табарі та була перекладена перською мовою згодом самим Кекавусом або за його. Текст книги простий і вільний, автор уникає зайвих слів і жаргону; він уникає претензійності та штучності, натомість вирізняється лаконічністю та плавністю. Мова книги близька до сучасної фарсі, використання арабських слів помірне. Іноді вводить технічні терміни, поширені в темах, які він описує; наприклад, список хвороб коней (у розділі 25) або ритмічні та риторичні терміни (у розділі 35).  
Є цінною педагогічною працею, має сорок дві глави про поведінку в суспільстві, ведення господарства, служіння володарю, про правила правління, виховання спадкоємця тощо. Твір, написаний у жанрі повчання (наказу), містить оповідання й вислови мудреців, прості за стилем, викладені живо й цікаво.
У середньовіччі «Кабус-наме» була настільною книгою правителів, релігійних діячів, науковців і вчителів. Твір, будучи джерелом моралі, відігравав вадливу роль у вихованні молодого покоління упродовж багатьох століть.